# Борліїв Діл
Борліїв Діл (Гори Борліїв) — невеликий гірський масив (хребет) в Українських Карпатах. Розташований на стику Свалявського, Мукачівського та  Іршавського районів Закарпатської області. 
Головна і найвища вершина — гора Дехманів (1017,6 м. над р. м.), розміри масиву приблизно 7х9 км. 
Борліїв Діл є частиною Вигорлат-Гутинського вулканічного пасма. Розташований на захід від гірського масиву Великий Діл і відмежований від нього долиною річки Іршавки. Північні та західні схили масиву спускаються до долини річки Латориці. Схили масиву порівняно стрімкі, лише на півдні він дещо пологіше спускається у межиріччя Іршавки та Кривулі. Вершини і схили масиву заліснені (переважно бук, частково граб). Південне та західне підніжжя масиву густо заселене, на північ від масиву розташоване місто Свалява. 